# Rathausstraße 1 (Gunzenhausen)

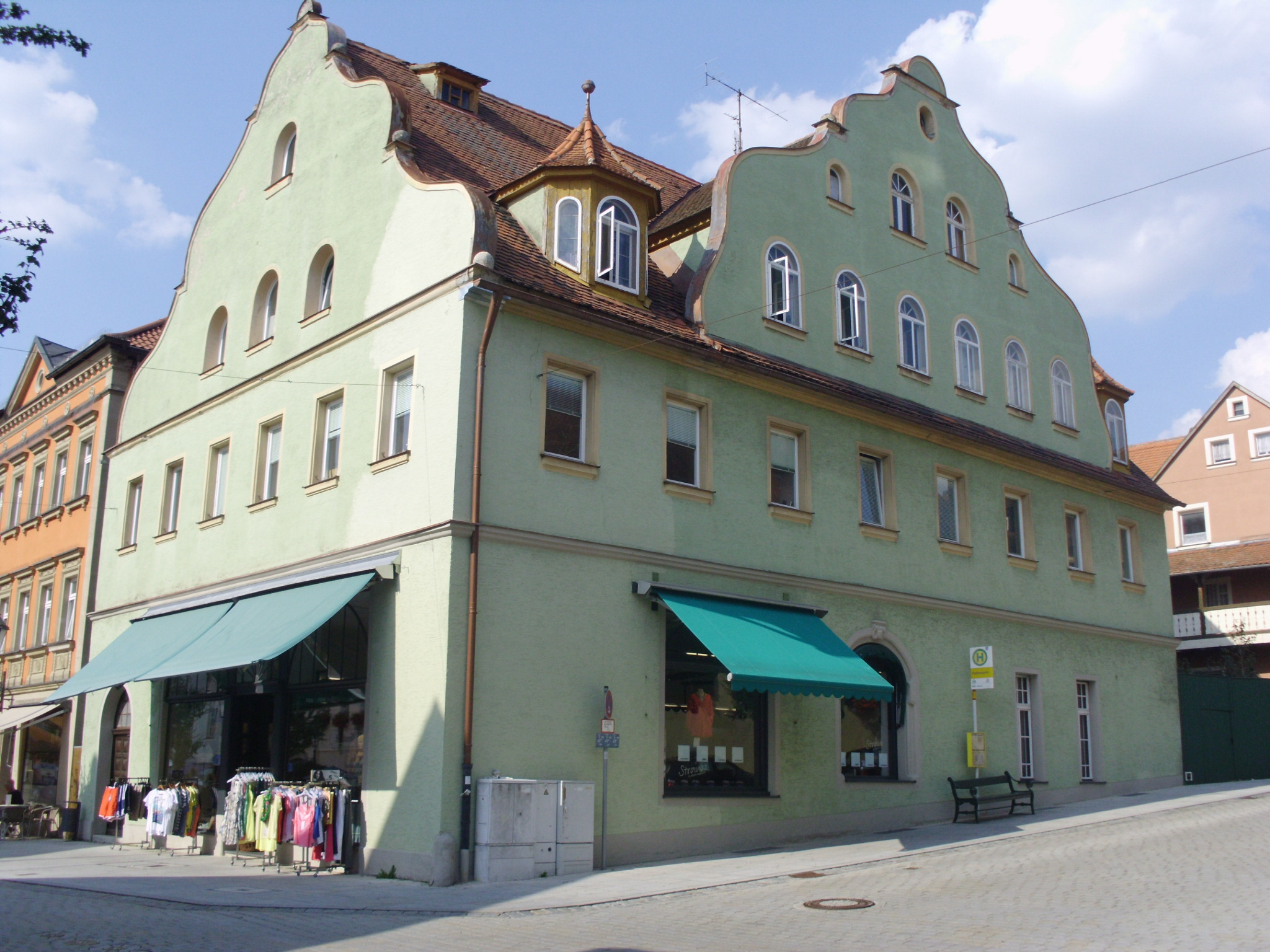
Das Haus Rathausstraße 1 (2012)

Das Haus in der Rathausstraße 1 ist ein Bauwerk in Gunzenhausen im mittelfränkischen Landkreis Weißenburg-Gunzenhausen. Das Gebäude ist unter der Denkmalnummer D-5-77-136-98 als Baudenkmal in die Bayerische Denkmalliste eingetragen.
Das Bauwerk steht innerhalb eines denkmalgeschützten Bauensembles in der Straßenecke Rathausstraße/Marktplatz umrahmt von weiteren Baudenkmälern und gegenüber dem Rathaus auf einer Höhe von 416 Metern über NHN. Das großzügige zweigeschossige Gebäude weist zwei Giebelfronten auf und wurde im 18. Jahrhundert im barocken Stil errichtet. Es wurde 1912 neubarock ausgebaut. Das Bauwerk, das früher im Besitz der Familie Strauss war, wurde 2018 von zwei Investoren erworben und wurde ab 2022 umgebaut. Seit Abschluss der Renovierung 2025 wird das Haus als Apartmenthaus mit neun Ferienwohnungen geführt.